# Prat e Bonrepaus
Prat e Bonrepaus (en francès Prat-Bonrepaux) és un municipi francès, situat a la regió d'Occitània, departament de l'Arieja.